# Őzlábgomba
Az őzlábgomba a csiperkefélék (Agaricaceae) családjába tartozó Lepiota és Macrolepiota nemzetségekbe tartozó gombafajok megnevezése, azonban ez a gyűjtőnév nem rendszertani csoport. Legismertebb faja a nagy őzlábgomba.